# Gonzalo Acosta Pan
Gonzalo Acosta Pan (La Coruña, 31 de diciembre de 1888 - Pontevedra, 12 de septiembre de 1936) fue un político republicano español, gobernador civil durante la Segunda República, ejecutado víctima de la represión del bando sublevado.

## Biografía
Trabajaba en el Banco Pastor. Miembro del Partido Republicano Radical Socialista, fue nombrado gobernador civil de Vizcaya el 13 de octubre de 1933. Después de la escisión, fue candidato a las elecciones generales de noviembre de 1933 por el Partido Radical-Socialista Independiente. En 1935 fue secretario general del Consejo Provincial de Izquierda Republicana en La Coruña y presidió la Agrupación Municipal del partido en la ciudad. Fue presidente del Casino Republicano coruñés. Nombrado gobernador civil de Pontevedra el 26 de febrero de 1936, después del triunfo del Frente Popular, con el golpe de Estado del 18 de julio de 1936 que dio inicio a la Guerra Civil, fue capturado por los sublevados, aunque consiguió huir en un primer momento, pero fue detenido en agosto en La Coruña. De allí lo trasladaron a Pontevedra donde fue juzgado por traición en consejo de guerra el 8 de septiembre, siendo condenado a muerte y multa de 1000 pesetas. Fue ejecutado en Caeira-Poio, en el kilómetro 1 de la carretera de Campañó.
En el momento del golpe, como otros gobernadores civiles republicanos, se negó a dar armas a las organizaciones obreras tal como estas le reclamaban.